# Amtsgericht Preußisch Stargard
Das Amtsgericht Preußisch Stargard war ein preußisches Amtsgericht mit Sitz in Preußisch Stargard.

## Geschichte
In Preußisch Stargard bestand von 1849 bis 1879 das Kreisgericht Preußisch Stargard. Das königlich preußische Amtsgericht Preußisch Stargard wurde mit Wirkung zum 1. Oktober  1879 als eines von neun Amtsgerichten im Bezirk des Landgerichtes Danzig im Bezirk des Oberlandesgerichtes Marienwerder gebildet. Der Sitz des Gerichtes war Preußisch Stargard. Sein Gerichtsbezirk umfasste den Kreis Preußisch Stargard ohne den Teil, der dem Amtsgericht Dirschau zugeordnet war sowie aus dem Kreis Berent die Amtsbezirke Grenzort, Jarischau, Schloss Kischau und Groß-Okonin, den Amtsbezirk Pogutken ohne die Gutsbezirke Decka, Mallar und Weißbruch, Aus dem Amtsbezirk Amt-Kischau den Gemeindebezirk Alt-Kischau, aus dem Amtsbezirk Konarschin die Gemeindebezirke Fersenau, Konarschin und Wigonin sowie aus dem Amtsbezirk Neugut den Gemeindebezirk Schwarzhof und den Gutsbezirk Bonschek. Am Gericht bestanden 1880 sechs Richterstellen. Das Amtsgericht war damit ein großes Amtsgericht im Landgerichtsbezirk. Am Gericht wurde eine Strafkammer gebildet. Gerichtstage wurden in Skurz gehalten. Der Amtsgerichtsbezirk kam aufgrund des Versailler Vertrages 1919 zu Polen, und das Amtsgericht stellte seine Arbeit ein. In Polen entstand das Sąd Rejonowy w Starogardzie Gdańskim. Im Jahre 1939 wurde Polen deutsch besetzt. Im Rahmen der Neuorganisation der Gerichte in Ostdeutschland und im ehemaligen Polen wurden das Amtsgericht Preußisch Stargard neu gebildet und erneut dem Landgericht Danzig zugeordnet.
Im Jahre 1945 wurde der Amtsgerichtsbezirk unter polnische Verwaltung gestellt, und die deutschen Einwohner wurden vertrieben. Damit endete auch die Geschichte des Amtsgerichtes Preußisch Stargard. Heute besteht das polnische Sąd Okręgowy w Starogrodzie.